# Kungskällan

Kungskällan (finska: Kuninkaanlähde) är en källa i Kankaanpää stad i Satakunda.
Källan har i äldre tider varit en rastplats där bland annat ressällskap kunde vattna hästar. Källan har fått sitt namn av kung Adolf Fredriks besök år 1752.